# Bombardement de Bougie
Pour les articles homonymes, voir Bataille de Bougie.
Le bombardement de Bougie est une opération navale qui s'est déroulée du 2 au 8 mai 1671 dans le port de Béjaïa, appelée alors Bougie, en actuelle Algérie. L'escadre anglaise est commandée par l'amiral Édouard Sprague, et est destinée à réduire les barbaresques qui attaquent les ports anglais et réduisent en esclavage sa population.

## Déroulement
Le 9 mars 1671, la flotte anglaise sous le commandement d'Édouard Sprague, pose l'ancre avec sept nouveaux navires corsaires lourdement armés sur le port de Béjaïa dans le but clair de réduire les Barbaresques. 
Les corsaires essayent de se défendre en lançant un barrage composé de leurs mâts de hune, de leur vergue et de câbles, tous munis de tonneaux. Mais les hommes de Spragge coupent le barrage, et l'amiral envoie un brûlot, le Little Victory, contre les bâtiments adverses qui obtient un résultat dévastateur : 11 à 12 navires sont détruits, le capitaine-général algérien est blessé, sept de ses capitaines (incluant un renégat néerlandais nommé Danseker), et 300 janissaires sont tués. 
« Nos beaux feux de joie », écrit l'amiral dans son journal, « a été le spectacle le plus glorieux que j'ai jamais vu, tant la variété était grande, certains des ports de navires étaient enflammés, d'autres leur poupe et certains de leur bois de construction tout nu. Quand la poudre est venue exploser, c’était terrible ». 
À la suite de ce succès, les Algériens, irrités, réduisent en esclavage le consul anglais et les officiels anglais, massacrent le Drogman et pillent le Consulat. 
Au mois de juillet, Spragge accoste devant Alger, brise les chaînes qui ferment l'entrée du port, y brûle trois navires neufs, force les autres à se couler pour éviter le même sort, détruit le château du môle, et s'empare de quelques bâtiments. 

## Conséquences
À la suite de ces désastres, une révolte de janissaire éclate à Alger, l'agha Ali est assassiné et le pouvoir transféré à un raïs du nom de Hadj Mohammed Treki. Avec le nouveau régime, les traités de paix sont renouvelés.

## Référencement